# 309省道 (浙江省)
309省道，又称鄞州—开化公路，是浙江省的一条省道，起点位于宁波市鄞州区咸祥镇，途经云龙镇、海曙区鄞江镇、余姚市鹿亭乡、梁弄镇、绍兴市上虞区丰惠镇、梁湖街道、上浦镇、越城区富盛镇、柯桥区平水镇、漓渚镇、诸暨市店口镇、次坞镇、杭州市萧山区楼塔镇、富阳区龙门镇、鹿山街道、新登镇、胥口镇、桐庐县瑶琳镇、分水镇、百江镇、淳安县文昌镇、千岛湖镇、姜家镇、汾口镇、开化县马金镇，终点位于开化县桐村镇（浙赣界），全长420公里，原为江口—拔茅公路，原编号36，起点位于宁波市奉化区江口街道，途经溪口镇，终点位于新昌县羽林街道（原拔茅镇）拔茅:231，全长64.562公里:221。